# Oro (divinité)

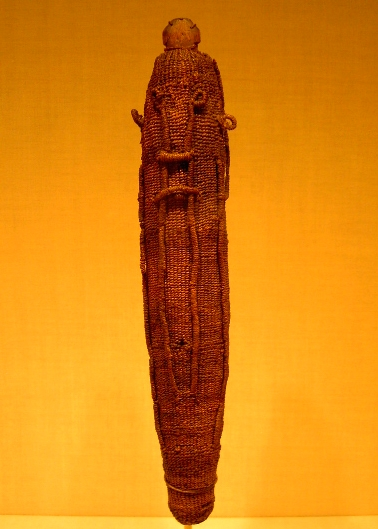
Une image d'Oro, faite de fibres de coco tressées sur une armature en bois. Le mana du dieu était symbolisé par des plumes le plus souvent rouges cousues sur la surface.(Metropolitan Museum of Art in New York)

Oro était, à l'arrivée des Européens, bien que récent, le plus grand dieu de toute la Polynésie. À l'origine dieu de la fertilité et de la fécondité, il est devenu en outre le dieu de la guerre à cause des conflits qu'il a entraînés entre les tribus. Oro possède le plus grand marae de toute la Polynésie sur l'île de Raiatea, le marae de Taputapuātea,.

## Légende
Selon la légende Oro naquit l'île de Raiatea, à Opoa, que son père lui donna pour demeure.